# 츠카모토 노부오
츠카모토 노부오(일본어: 塚本 信夫, 1933년 5월 7일 ~ 1996년 10월 1일)는 일본의 배우이다. 도쿄부 출신으로 세이조 가쿠엔 고등학교를 졸업했다. 극단 하이유자 양성소 제4기 출신으로서 도쿄 연극 앙상블에 합류한 이후에 극단의 중심 멤버로 활약했다.
《울트라 시리즈》와 《가면라이더 시리즈》에서 코바야시 아키지의 후계자 역할로 고정 출연했다. 1996년 10월 1일에 뇌출혈로 사망했다.